# Sagatka
Sagatka (671 m n. m.) je horský vrchol v severovýchodní části Turzovské vrchoviny a nejvyšší vrchol podcelku Predné vrchy.

## Polohopis
Masiv Sagatky tvoří výběžek v nejsevernější části Predných vrchů, který přímo sousedí na severu a východě s Kornickou brázdou a na západě se Zadnými vrchy. Vrchol leží v katastrálním území obce Raková asi 4 km severně od centra obce, nad místní částí Korcháň.
Západní svahy odvodňují přítoky potoka Trstená, východní svahy přítoky Milošovského potoka.

## Turistika
Vrcholem Sagatky nevede značená trasa.  Červeně značená trasa z Makova vedoucí přes osadu Korcháňovci, obchází vrchol severovýchodně a pokračuje jižním směrem po hřebeni Predných vrchů do centra Rakové. Přístup na vrchol je buď z této značené trasy z osady Bzdivonka nebo odbočením z hlavní silnice v osadě Míčková po neznačené lesní cestě.